# 비숍 고리

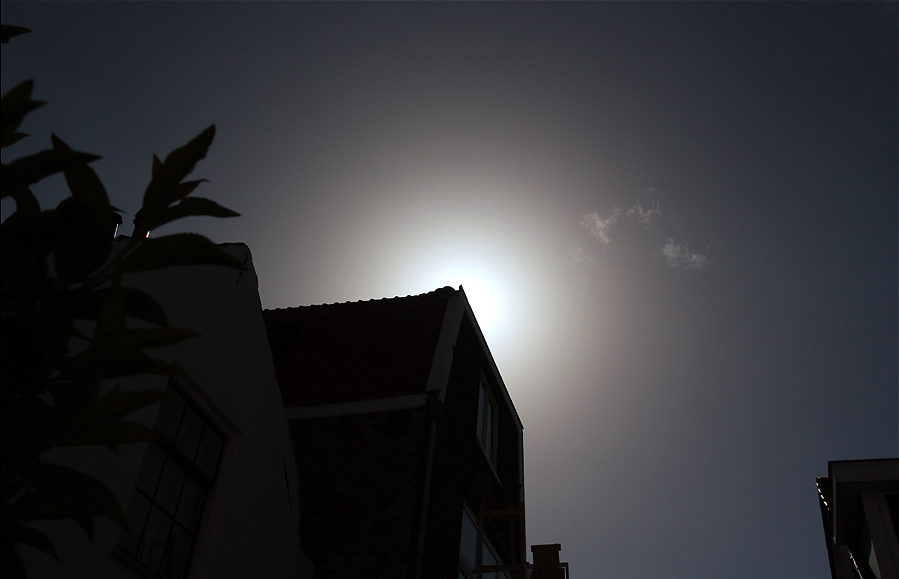
2010년 에이야퍄들라이외퀴들 분화에 의한 비숍 고리

비숍 고리 또는 비숍의 링(Bishop's Ring)은 태양 주위에서 관찰되는 갈색 또는 푸른 빛이 도는 후광이다. 이는 일반적으로 대규모 화산 폭발 후에 관찰된다. 비숍 고리에 대한 최초의 관측 기록은 1883년 8월 27일 크라카타우산 폭발 이후 호놀룰루의 세레노 에드워즈 주교(Rev. Sereno Edwards Bishop)에 의해 기록되었다.
이 거대한 폭발로 인해 엄청난 양의 먼지와 휘발성 가스가 대기 중으로 방출되었다. 황산염 에어로졸은 성층권에 남아 몇 년 동안 다채로운 일출과 일몰을 일으켰다. 이 고리에 대한 첫 번째 관찰은 1883년에 발표되었는데, 태양 주위의 "희미한 후광"으로 묘사되었다. 주교는 1883년 9월 5일에 이 현상을 관찰했다. 이 현상은 이후 그의 이름을 따서 명명되었으며 알베르트 리겐바흐의 1886년 교수 논문(Habilitationsschrift)의 주제였다.
대부분의 관찰에서는 고리의 내부 테두리가 희거나 청백색이고 외부가 붉은색, 갈색 또는 보라색이라는 점에 동의한다. 고리로 둘러싸인 영역은 주변보다 훨씬 밝다. 외부에 빨간색이 있는 일련의 색상을 보면 후광은 항상 내부에 빨간색 부분이 있기 때문에 이 현상이 회절에 의해 발생한다는 결론을 내릴 수 있다. 평균적으로 고리의 반경은 약 28°이지만 먼지 크기에 따라 10°에서 30°까지 다양하다. 최대 30°는 모두 거의 같은 크기여야 하는 매우 작은 먼지 입자(0.002mm)에 의해서만 발생할 수 있는 다소 큰 반경이다.
화산 폭발에서 파생된 황 화합물 에어로졸이 비숍 고리 효과의 원인인 것으로 밝혀졌다. 피나투보산 폭발 이후 일본에서는 오랫동안 비숍 고리가 관측됐다.